# Oltre il cielo (periodico)
Oltre il cielo è stata una rivista italiana che pubblicava articoli di astronautica, astronomia e missilistica oltre a racconti di fantascienza, pubblicata dal 1957 al 1970 dalle Edizioni "esse" di Roma. Stampata in formato tabloid, era diretta da Armando Silvestri e aveva come direttore responsabile Cesare Falessi.

## Storia
Oltre il cielo nasceva come proseguimento ideale di Cielo, rivista di aeronautica degli anni cinquanta che pubblicava anche racconti di aviazione; in copertina il titolo in maiuscolo della prima rivista "CIELO" era indicato con la lettera "E" resa graficamente con quattro tratti anziché con tre, per suggerire che gli argomenti trattati tendevano a superare i limiti terrestri. La medesima particolare grafica venne utilizzata anche in copertina della successiva rivista "oltre il CIELO".
Fu fondata nel settembre 1957 e nel 1970 cessò le pubblicazioni con il numero 154; nel 1975 uscì un ultimo fascicolo isolato, con il numero 155.
Fu ideata dall'ing. Cesare Falessi, al quale si affianca nel primo anno alla guida della rivista Armando Silvestri, anch'egli ingegnere, già attivo nell'anteguerra, che nel 1938 aveva già ideato, ma senza successo concreto, il progetto per la prima rivista di fantascienza in Italia, la rivista quadrimestrale Avventure dello spazio.
Sulle pagine della rivista si concentrarono - in particolare nel biennio 1958-1959 - i racconti di quattro dei principali autori dell'epoca: Ivo Prandin (che si firmava "Max jr. Bohl" e "Ipran"), Renato Pestriniero ("Pi Erre"), Vincenzo Croce ("Vicro" e "Massimo Doncati"), Gianni Vicario ("G. Newman" e "A. G. Greene"); lo stesso Cesare Falessi scrive con sette pseudonimi diversi; a questi si aggiungerà dal 1960 Lino Aldani ("N. L. Janda"), autore di una fantascienza "nuova", non più basata sulla space opera.
Secondo Gianfranco De Turris, "la fantascienza che scrivevano [...] era abbastanza diversa da quella americana, allora l'unica nota e tradotta, insieme a quella francese, su Urania e Cosmo. Falessi e Silvestri, più il secondo del primo, chiedevano ai loro collaboratori che si divulgasse l'astronautica attraverso la fantascienza, un po' come aveva fatto Hugo Gernsback negli anni Venti con le sue riviste negli USA."
In quasi quindici anni di vita la rivista pubblicò 475 racconti e 12 romanzi a puntate di oltre cento autori italiani - anche con i loro veri nomi - formando due generazioni di lettori, critici e scrittori. Dal 1962 col n.101 la fantascienza venne divisa dalla divulgazione scientifica e le fu interamente dedicata la sezione centrale.
Alla rivista collaborò anche Peter Kolosimo (al secolo Pier Domenico Colosimo), che teneva una rubrica fissa in cui esponeva le basi di quelle teorie di "archeologia spaziale" che avrebbe poi sviluppato nei suoi numerosi best seller tradotti e pubblicati in tutto il mondo, facendone uno degli scrittori italiani più conosciuti all'estero negli anni sessanta e settanta. Nelle pagine della stessa rivista si cercò inoltre di fondare, senza però avere successo, la prima associazione di autori di fantascienza in Italia (AAFS) nel 1959.